# Tucma fritzi
Tucma fritzi är en tvåvingeart som beskrevs av Marshall 1996. Tucma fritzi ingår i släktet Tucma och familjen hoppflugor. Inga underarter finns listade i Catalogue of Life.